# Урляй

Урляй — река в России, протекает в Рузаевском районе Республики Мордовия. Устье реки находится в 148 км по правому берегу реки Инсар. Длина реки составляет 12 км.
Исток реки находится у деревни Озерки близ границы с Пензенской областью в 15 км к юго-западу от центра Рузаевки. Река течёт на север, в верхнем течении на реке плотина и небольшое водохранилище. Впадает в Инсар у деревни Старый Усад.

## Данные водного реестра
По данным государственного водного реестра России относится к Верхневолжскому бассейновому округу, водохозяйственный участок реки — Алатырь от истока и до устья, речной подбассейн реки — Сура. Речной бассейн реки — (Верхняя) Волга до Куйбышевского водохранилища (без бассейна Оки).
По данным геоинформационной системы водохозяйственного районирования территории РФ, подготовленной Федеральным агентством водных ресурсов:
- Код водного объекта в государственном водном реестре — 08010500212110000038284
- Код по гидрологической изученности (ГИ) — 110003828
- Код бассейна — 08.01.05.002
- Номер тома по ГИ — 10
- Выпуск по ГИ — 0